# キッスス・アラタ

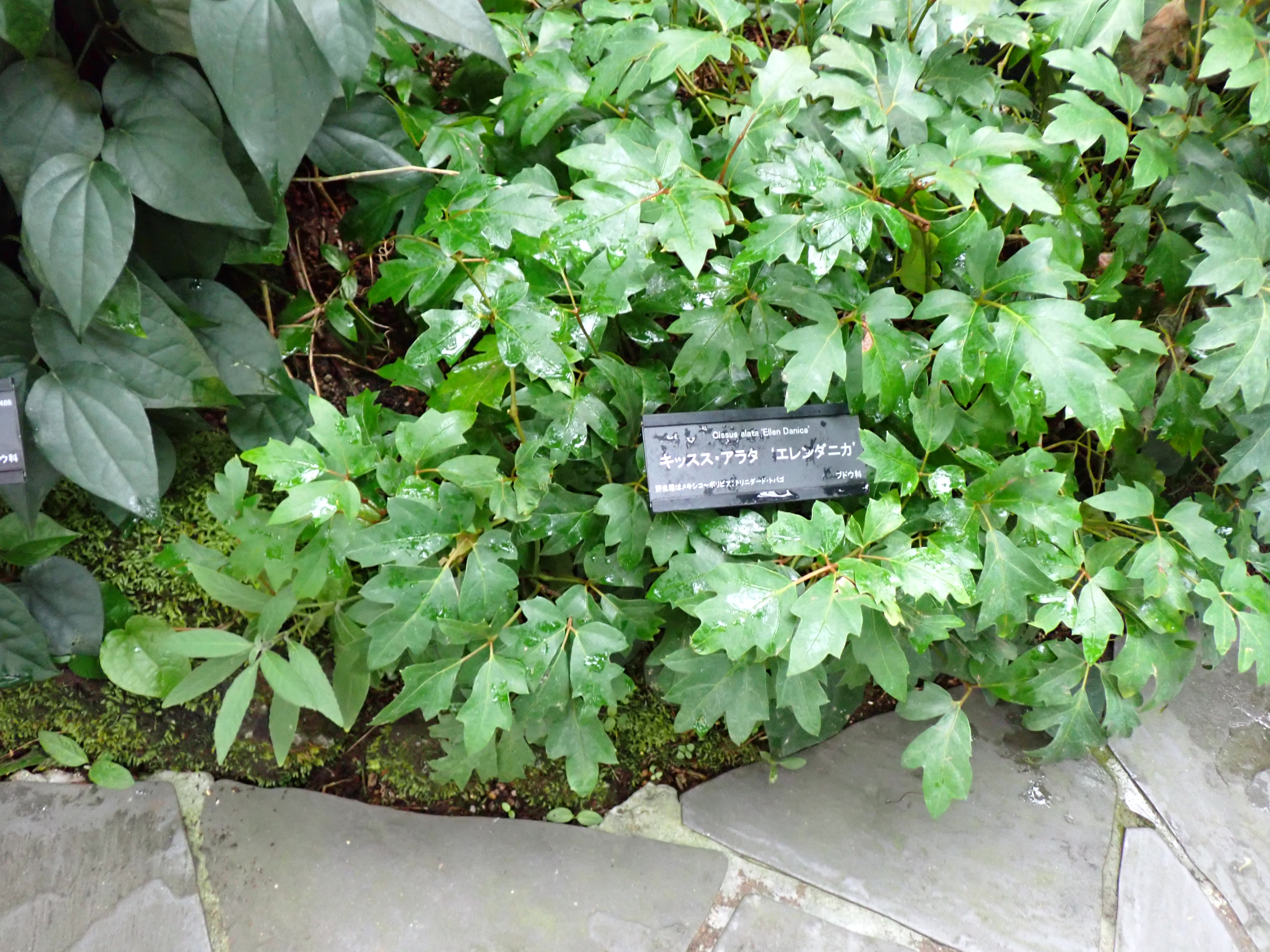
キッスス・アラタ’エレンダニカ’
（2024年11月 咲くやこの花館）

キッスス・アラタ（別名　グレープアイビー、エレンダニカ、学名：Cissus alata）はブドウ科セイシカズラ属の常緑木本性つる植物。Cissus rhombifoliaの学名はPOWOにおいてC. alataのシノニムとして扱われており、本項における学名表記はこの見解に従う。

## 特徴
巻きひげを持ち、茎はつる状に伸びる。葉は3出小葉で、葉表はツヤがある。各小葉は長さ5–10 cm、ひし形に近く、葉縁に鋸歯がある。新葉は白色軟毛に覆われる。園芸品種’エレンダニカ’は小葉が深く切れ込む。
種小名alataは「翼がある」ことを、シノニムの種小名rhombifoliaは「ひし形の葉」をそれぞれ意味する。

## 分布
中南米のメキシコ〜ブラジル、西インド諸島に分布。

## 利用
主に吊り鉢として利用される。園芸品種’エレンダニカ’が鉢物の観葉植物として多く流通し、キッススまたはシッサスの属名で販売されることがある。繁殖は挿し木による。